# Lilliput Mountain
Lilliput Mountain är ett berg i Kanada.   Det ligger i provinsen Alberta, i den centrala delen av landet, 3 000 km väster om huvudstaden Ottawa. Toppen på Lilliput Mountain är 2 925 meter över havet.
Terrängen runt Lilliput Mountain är bergig söderut, men norrut är den kuperad.Trakten runt Lilliput Mountain är nära nog obefolkad, med mindre än två invånare per kvadratkilometer.. Det finns inga samhällen i närheten. 
Trakten runt Lilliput Mountain består i huvudsak av gräsmarker.